# John Wartique
John Wartique (ur. 25 czerwca 1990 roku) – belgijski kierowca wyścigowy.

## Życiorys
John karierę rozpoczął w roku 2003, od startów w kartingu. W 2009 roku zadebiutował w serii wyścigów samochodowych – Francuskich Mistrzostwach Peugeot 207 Sport. W pierwszym sezonie startów czterokrotnie stawał na podium. Rok później zajął 9. miejsce w końcowej klasyfikacji. Starty w serii kontynuował do sezonu 2011, z różnym skutkiem. Wziął udział także w dwóch rundach Pucharu Renault Clio.
W 2012 rozpoczął karierę w wyścigach samochodów jednomiejscowych, podpisując kontrakt z brytyjskim zespołem Atech GP, na starty w Serii GP3. Nie zdołał zdobyć punktów i uplasował się na 25 pozycji w klasyfikacji kierowców.

## Wyniki

### GP3
| Legenda oznaczeń w tabelach wyników Wyświetl szablon na nowej stronie | Legenda oznaczeń w tabelach wyników Wyświetl szablon na nowej stronie                                                                     |
| Oznaczenie                                                            | Wyjaśnienie |
| --------------------------------------------------------------------- | --- |
| Złoty                                                                 | Zwycięzca lub mistrzostwo |
| Srebrny                                                               | 2. miejsce lub wicemistrzostwo |
| Brązowy                                                               | 3. miejsce lub II wicemistrzostwo |
| Zielony                                                               | Ukończył, punktował (w klasyfikacji generalnej, gdy zdobył co najmniej jeden punkt na przestrzeni sezonu, poza trzema powyższymi opcjami) |
| Niebieski                                                             | Ukończył, nie punktował (w klasyfikacji generalnej, gdy nie zdobył co najmniej jednego punktu na przestrzeni sezonu)                      |
| Czerwony                                                              | Nie zakwalifikował się (NZ) |
| Czerwony                                                              | Nie prekwalifikował się (NPK) |
| Różowy                                                                | Nie ukończył (NU) |
| Różowy                                                                | Niesklasyfikowany (NS) (w klasyfikacji generalnej, gdy nie został sklasyfikowany w żadnym wyścigu sezonu)                                 |
| Czarny                                                                | Zdyskwalifikowany (DK) |
| Czarny                                                                | Wykluczony (WYK/EX) |
| Biały                                                                 | Nie wystartował (NW) |
| Biały                                                                 | Kontuzjowany (K/INJ) |
| Biały                                                                 | Wyścig odwołany (OD/C) |
| Bez koloru                                                            | Został wycofany (WYC/WD) |
| Bez koloru                                                            | Nie przybył (NP/DNA) |
| Bez koloru                                                            | Nie brał udziału w treningach (NT/DNP) |
| Bez koloru                                                            | Nie został zgłoszony (–) |
| Pogrubienie                                                           | Start z pole position |
| Kursywa                                                               | Najszybsze okrążenie wyścigu |
| †                                                                     | Nie ukończył, ale jego rezultat został zaliczony ze względu na przejechanie więcej niż 90% dystansu wyścigu.                              |
| *                                                                     | Sezon w trakcie |
| 1/2/3                                                                 | Punktowana pozycja w sprincie kwalifikacyjnym                                                                                             |
| Lista systemów punktacji Formuły 1                                    | |

| Rok  | Zespół               | Wyniki w poszczególnych eliminacjach | Wyniki w poszczególnych eliminacjach | Wyniki w poszczególnych eliminacjach | Wyniki w poszczególnych eliminacjach | Wyniki w poszczególnych eliminacjach | Wyniki w poszczególnych eliminacjach | Wyniki w poszczególnych eliminacjach | Wyniki w poszczególnych eliminacjach | Wyniki w poszczególnych eliminacjach | Wyniki w poszczególnych eliminacjach | Wyniki w poszczególnych eliminacjach | Wyniki w poszczególnych eliminacjach | Wyniki w poszczególnych eliminacjach | Wyniki w poszczególnych eliminacjach | Wyniki w poszczególnych eliminacjach | Wyniki w poszczególnych eliminacjach | Punkty | Pozycja |
| ---- | -------------------- | ------------------------------------ | ------------------------------------ | ------------------------------------ | ------------------------------------ | ------------------------------------ | ------------------------------------ | ------------------------------------ | ------------------------------------ | ------------------------------------ | ------------------------------------ | ------------------------------------ | ------------------------------------ | ------------------------------------ | ------------------------------------ | ------------------------------------ | ------------------------------------ | ------ | ------- |
| 2012 | Atech CRS Grand Prix | ESP                                  | ESP                                  | MON                                  | MON                                  | VAL                                  | VAL                                  | GBR                                  | GBR                                  | DEU                                  | DEU                                  | HUN                                  | HUN                                  | BEL                                  | BEL                                  | ITA                                  | ITA                                  | 0      | 25      |
| 2012 | Atech CRS Grand Prix | 21                                   | 13                                   | 17                                   | 13                                   | 12                                   | NU                                   | -                                    | -                                    | -                                    | -                                    | -                                    | -                                    | 23                                   | 16                                   | 17                                   | 18                                   | 0      | 25      |

### Podsumowanie
| Sezon | Seria                                    | Zespół               | Wyścigi | Zwycięstwa | PP | NO | Podium | Punkty | Pozycja |
| ----- | ---------------------------------------- | -------------------- | ------- | ---------- | -- | -- | ------ | ------ | ------- |
| 2009  | Francuskie Mistrzostwa Peugeot 207 Sport |                      | 6       |            |    |    | 4      |        |         |
| 2010  | Francuskie Mistrzostwa Peugeot 207 Sport |                      |         |            |    |    |        |        | 9       |
| 2011  | Francuskie Mistrzostwa Peugeot 207 Sport |                      |         |            |    |    | 1      |        |         |
| 2011  | Puchar Renault Clio                      |                      | 2       |            |    |    |        |        |         |
| 2012  | Seria GP3                                | Atech CRS Grand Prix | 10      | 0          | 0  | 0  | 0      | 0      | 25      |